# Viktor Dubský von Třebomyslice

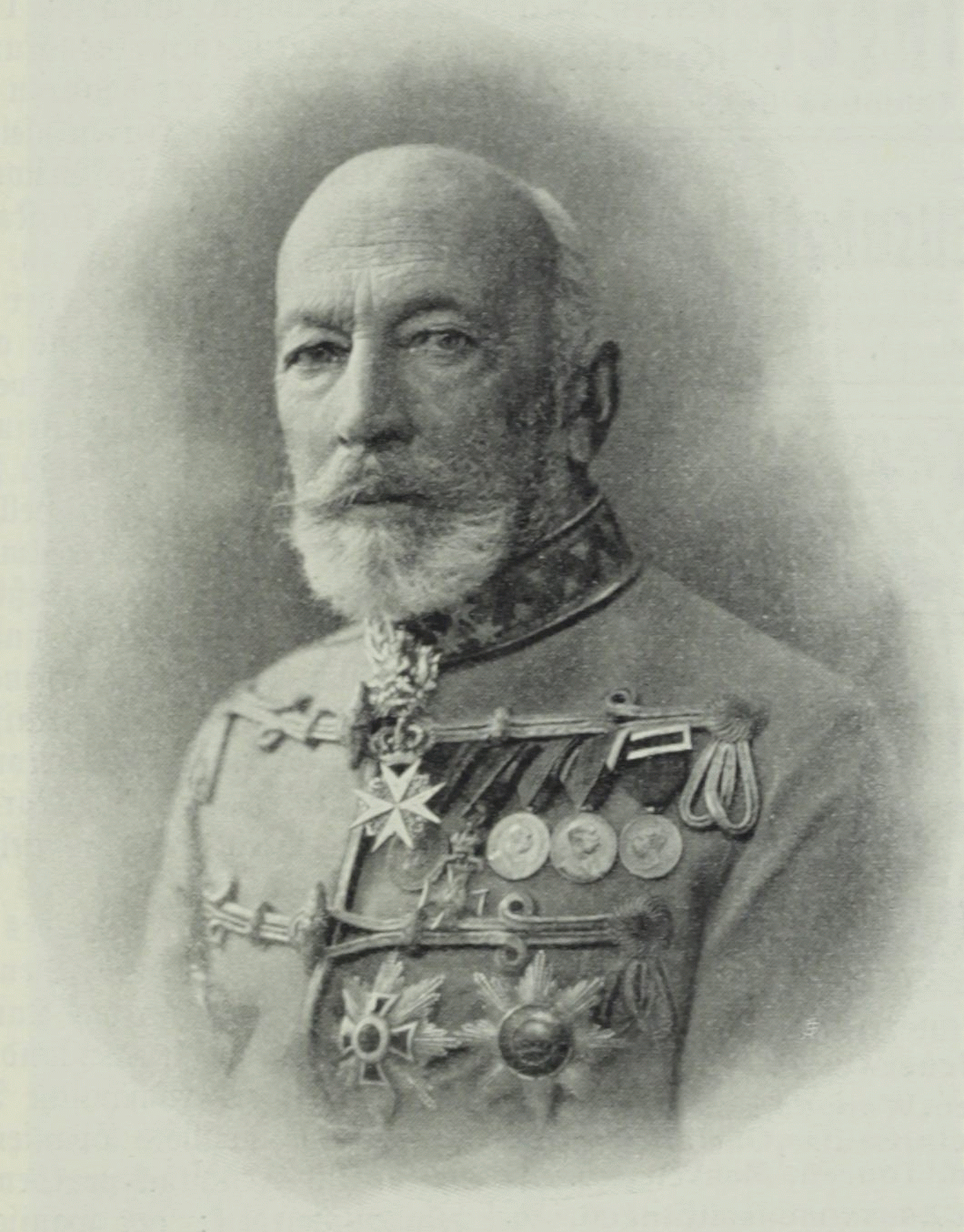
Viktor Graf Dubsky (Wiener Salonblatt, 23. Mai 1908)

Viktor Josef Eugen Franz Graf Dubský von Třebomyslice (* 6. März 1834 in Wien; † 16. Juli 1915 auf Schloss Troubky-Zdislavice) war ein österreich-ungarischer General und Diplomat.

## Herkunft
Viktor Dubský von Třebomyslices Eltern waren der Graf Franz Josef Ignaz Johann Nepomuk Vincenz Dubsky von Trebomyslic (* 24. Februar 1784; † 13. März 1873) und dessen dritter Ehefrau die Freiin Eugenie von Bartenstein (* 6. Juli 1808; † 2. Juni 1837). Der vorangegangenen Ehe seines Vaters mit der Freiin Maria Rosalia Therese von Vockel (* 14. August 1801; † 2. Oktober 1830) entstammt seine Stiefschwester Marie von Ebner-Eschenbach.

## Leben
Er wurde 1850 Kadett im ersten Husarenregiment H 1, 1866 Rittmeister, 1877 Oberst.
Dubský trat 1857 in den auswärtigen Dienst. Er war von 1872 bis 1877 Gesandter bei Naser ad-Din Schah in Teheran, von 1877 bis 1880 Gesandter bei Georg I. (Griechenland) in Athen, von 1878 bis 1880 war er Botschafter an der Hohen Pforte. Von 1888 bis 1903 Botschafter bei Alfons XIII. am Real Sitio de San Lorenzo de El Escorial bei Madrid, wo die Österreichische Regierung seit 1817 nicht mehr vertreten gewesen war. 1888 wurde er zum Feldmarschallleutnant befördert und 1906 in den Ruhestand versetzt.
Ab 1903 war Dubský zudem Mitglied des österreichischen Herrenhauses. 

## Familie
Er heiratete am 14. August 1873 in Prag die Gräfin Rosina von Thun und Hohenstein (* 29. April 1848; † 27. September 1931). Das Paar hatte folgende Kinder:
- Helene (* 26. Mai 1874) ⚭ 1894 Freiherr Waldemar von Thienen-Adlerflycht  (* 16. Oktober 1869; † 27. Juli 1942)
- Adolf Oswald (* 30. Juni 1878; † 16. November 1953) ⚭ 1907 Gräfin Irene Amy Romola von Lützow (* 12. Januar 1884; † 1. Mai 1980), Tochter von Heinrich von Lützow